# Václavice
Václavice är en ort i Tjeckien.   Den ligger i regionen Mellersta Böhmen, i den centrala delen av landet, 40 km söder om huvudstaden Prag. Václavice ligger 295 meter över havet och antalet invånare är 455.
Terrängen runt Václavice är huvudsakligen lite kuperad. Václavice ligger nere i en dal. Runt Václavice är det ganska tätbefolkat, med 65 invånare per kvadratkilometer. Närmaste större samhälle är Benešov, 5,3 km öster om Václavice. Omgivningarna runt Václavice är en mosaik av jordbruksmark och naturlig växtlighet.